# Переспа (притока Комарниці)
Переспа — річка в Україні, у Березнівському районі Рівненської області. Права притока Комарниці, (басейн Прип'яті).

## Опис
Довжина річки приблизно 13,91 км, найкоротша відстань між витоком і гирлом — 12,01 км, коефіцієнт звивистості річки — 1,16. Річка формується декількома безіменними струмками та загатами. Частково каналізована.

## Розташування
Бере початок на північно-західній стороні від села Мочулянки. Тече переважно на північний захід через Яцьковичі, урочище Ліс Хотинщина і на північно-східній стороні від Хотин впадає в річку Комарницю, праву притоку Случі.